# Battaglia di Łódź (1914)
La battaglia di Łódź fu uno scontro della prima guerra mondiale, combattuto tra le forze dell'impero tedesco e quelle dell'impero russo, in condizioni climatiche estreme.

## Forze
I tedeschi schieravano la IX Armata sotto il comando di Mackensen, mentre gli alleati austro-ungarici, con la II Armata, andavano ad occupare le posizioni liberate dall'armata tedesca.
Dall'altra parte i russi disponevano di un gruppo di armate (I, II e V), difendenti Varsavia, sotto il comando di Rennenkampf.

## Svolgimento
L'11 novembre Mackensen attaccò la Prima Armata russa a sud della Vistola, sconfiggendola.
Nel frattempo, la Seconda Armata di Scheidemann, generale russo, venne costretta dai tedeschi a ritirarsi a Łódź.
Ora i russi si rendevano conto del pericolo: la Seconda Armata, accerchiata e isolata, rischiava di essere distrutta.
Per evitare il disastro, il generale Plehve, comandante della V Armata russa operante in Slesia, dopo una marcia a tappe forzate, attaccò con grande energia il fianco destro tedesco.
I tedeschi rischiavano a loro volta di essere accerchiati, ma il 26 novembre liberarono una via di ritirata, portando con sé migliaia di prigionieri russi e 64 cannoni pesanti. Gli scontri sarebbero proseguiti nei giorni successivi ma i tedeschi non riuscirono più a sfondare le linee difensive russe.